# Saving Hope
Saving Hope è una serie televisiva canadese ideata da Malcolm MacRury e Morwyn Brebner, trasmessa in prima visione dal canale televisivo CTV in Canada e dalla NBC negli Stati Uniti.
In Italia, la prima stagione della serie è stata trasmessa dal 4 dicembre 2012 al 5 febbraio 2013 da LA7, mentre la seconda stagione va in onda dal 7 maggio 2017 sul canale a pagamento Fox Life.
Il personaggio centrale dello show è la dottoressa Alex Reid (Erica Durance), un medico il cui fidanzato, il dottor Charles Harris (Michael Shanks), primario di chirurgia, è in coma dopo aver avuto un incidente d'auto. La serie segue la vita di Charlie nel suo stato di coma e Alex trattare con i pazienti.
Nella serie troviamo anche Joel Goran (Daniel Gillies), un nuovo chirurgo ortopedico ed ex fidanzato di Alex. Alex Reid lavora anche con il neurochirurgo Shahir Hamza (Huse Madhavji), la dottoressa Maggie Lin (Julia Taylor Ross), un medico specializzando al terzo anno in rotazione nel reparto di chirurgia generale, lo psichiatra Gavin Murphy (Kristopher Turner), il dottore di pronto soccorso Zachary Miller (Benjamin Ayres), l'infermiere Victor Reis (Salvatore Antonio), il dottor Tom Reycraft (KC Collins), la dottoressa Melanda Tolliver (Glenda Braganza) e il cardiochirurgo Dawn Bell (Michelle Nolden), ex moglie di Charlie.

## Trama
La serie racconta la vita dei medici dell'Hope-Zion Hospital di Toronto. Ogni episodio viene raccontato in prima persona da Charlie Harris, primario di chirurgia dell'ospedale, che ha avuto un incidente stradale e che si trova in coma. Harris riesce comunque a girare per l'ospedale sotto forma di spirito che nessuno però riesce a vedere.

## Episodi
La prima stagione è stata trasmessa in prima visione in contemporanea negli Stati Uniti e in Canada a partire dal 7 giugno 2012. Il 17 dicembre 2015 la serie viene rinnovata per una quinta e ultima stagione di 18 episodi.
| Stagione         | Episodi | Prima TV originale | Prima TV Italia |
| ---------------- | ------- | ------------------ | --------------- |
| Prima stagione   | 13      | 2012               | 2012-2013       |
| Seconda stagione | 18      | 2013-2014          | 2017            |
| Terza stagione   | 18      | 2014-2015          | 2017            |
| Quarta stagione  | 18      | 2015-2016          | 2017            |
| Quinta stagione  | 18      | 2017               | 2017-2018       |

## Personaggi e interpreti

### Personaggi principali
- Dr. Alex Reid (stagioni 1-5), interpretata da Erica Durance, doppiata da Francesca Fiorentini.
- Dr. Charles "Charlie" Harris (stagioni 1-5), interpretato da Michael Shanks, doppiato da Andrea Lavagnino.
- Dr. Joel Goran (stagioni 1-3), interpretato da Daniel Gillies, doppiato da Francesco Pezzulli.
- Dr. Shahir Hamza (stagioni 1-5), interpretato da Huse Madhavji, doppiato da Francesco Bulckaen.
- Dr. Maggie Lin (stagioni 1-5), interpretata da Julia Taylor Ross, doppiata da Chiara Gioncardi.
- Dr. Gavin Murphy (stagioni 1-2, ricorrente 3), interpretato da Kristopher Turner, doppiato da Emiliano Coltorti.
- Dr. Zachary "Zach" Miller (stagione 1-5), interpretato da Benjamin Ayres, doppiato da Massimo Bitossi.
- Dr. Melanda Tolliver (stagioni 1-3), interpretata da Glenda Braganza.
- Dr. Victor Reis (stagioni 1-2), interpretato da Salvatore Antonio.
- Dr. Tom Reycraft (stagione 1, ricorrente 2-5), interpretato da K. C. Collins, doppiato da Enrico Pallini.
- Dr. Dana Kinney (stagioni 1-5, ricorrente 2-3), interpretata da Wendy Crewson.
- Dr. Jackson Wade (stagioni 2-3, ricorrente 1-5), interpretato da Joseph Jomo Pierre.
- Dr. Dawn Bell (stagione 2-5, ricorrente 1), interpretata da Michelle Nolden.
- Dr. Sydney Katz (stagione 3, ricorrente 4-5), interpretata da Stacey Farber.
- Dr. Cassie Williams (stagione 4), interpretata da Kim Shaw.

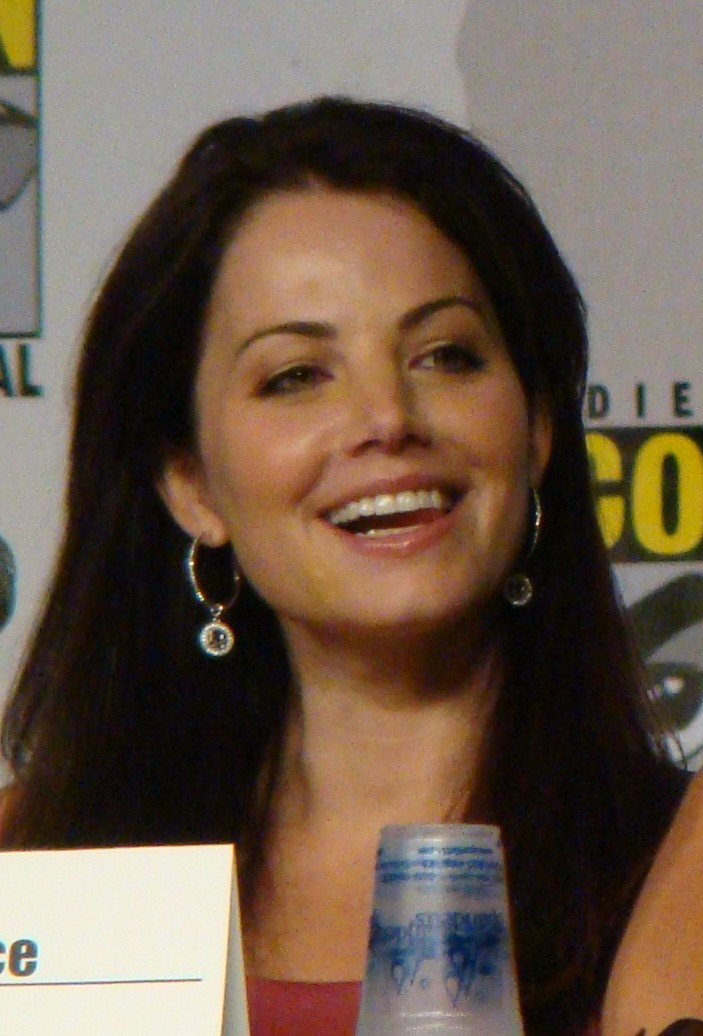
Erica Durance è Alex Reid
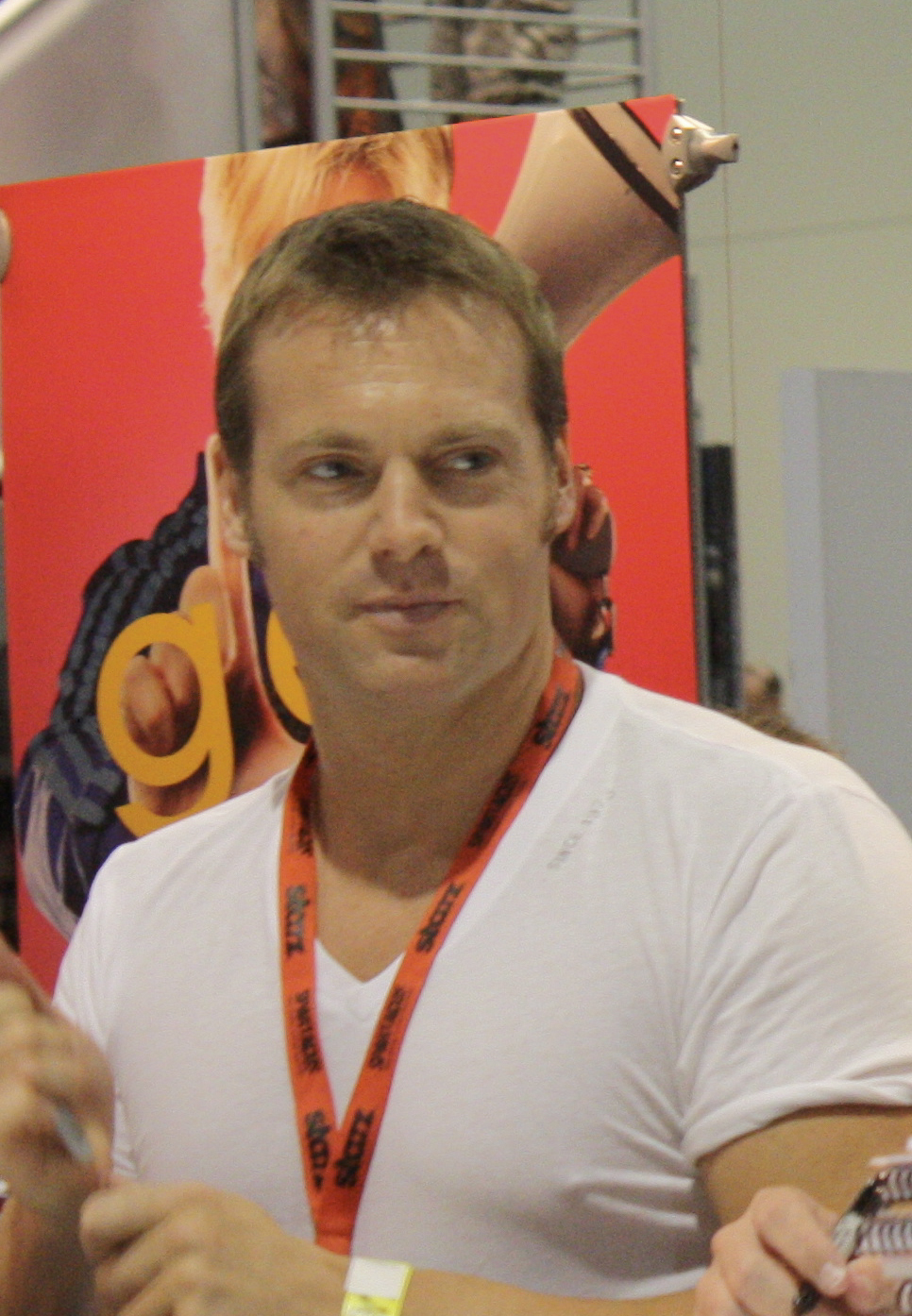
Michael Shanks è Charles Harris
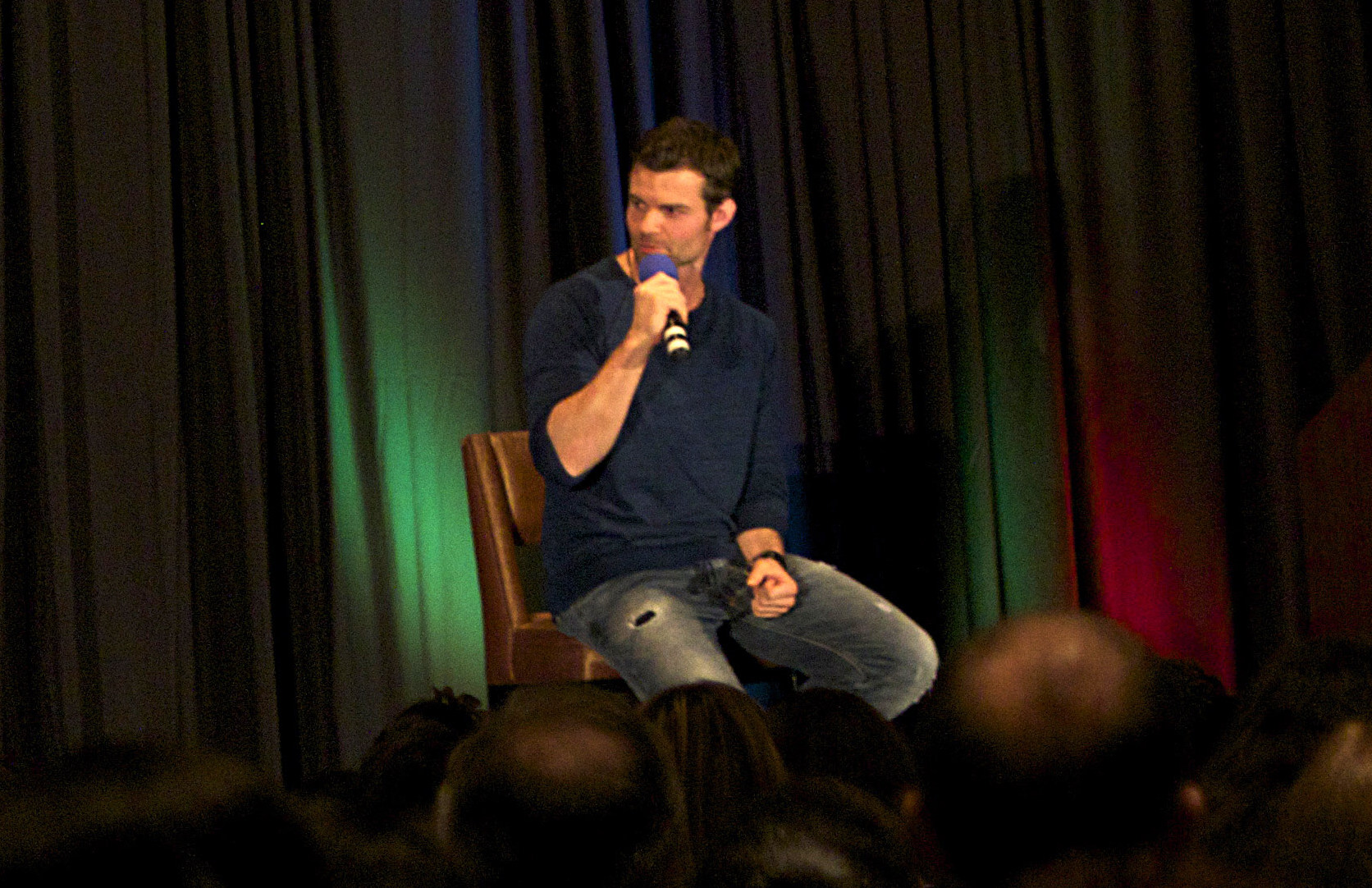
Daniel Gillies è Joel Goran

### Personaggi secondari
- Bryan Travers (stagioni 1-2), interpretato da Conrad Coates.
- Dr. George Baumann (stagioni 2-3), interpretato da Steve Cumyn.
- Dr. James Dey (stagione 3), interpretato da Mac Fyfe.
- Dr. Patrick Curtis (stagione 4), interpretato da Max Bennett.
- Dr. Dev Sakara (stagione 4), interpretato da Dejan Loyola.
- Dr. Asha Mirani (stagione 4), interpretata da Parveen Kaur.
- Kristine Fields (stagione 4), interpretata da Nicole Underhay.
- Dr. Jeremy Bishop (stagione 4), interpretato da Peter Mooney.
- Alice (stagione 5), interpretata da Allison Wilson-Forbes.
- Dr. Emanuel Palmer (stagione 5), interpretato da Jarod Joseph.
- Dr. Billy Scott (stagione 5), interpretato da Greg Calderone.
- Jonathan (stagione 5), interpretato da Christopher Jacot.

## Riconoscimenti
- 2015 – Young Artist Awards[3]
  - Candidatura alla miglior performance in una serie televisiva - giovane attore guest star di anni 11-14 a John Paul Ruttan
  - Candidatura alla miglior performance in una serie televisiva - giovane attore guest star di anni 10 o meno a Jack Fulton